# Sant Salvador del Coll de Llanera
Sant Salvador del Coll de Llanera és una església del municipi de Torà (Solsonès), inclosa en l'Inventari del Patrimoni Arquitectònic de Catalunya.

## Descripció
La capella de Sant Salvador del Coll o del Soler d'Amunt és una construcció d'estil romànic, originària del segle XI-XII i remodelada als segles XVII i XVIII. Està situada al nord del terme municipal, al cim de la muntanya de Sant Salvador, fronterera amb el municipi de Llobera.
Es un edifici d'una sola nau, de planta rectangular i encapçalada per un absis semicircular orientat a llevant. La construcció presenta un parament a base de carreus disposats amb filades i una rajola, en la part propera al frontis. Al mur de migjorn hi trobem la primitiva porta romànica, d'arc de mig punt adovellat, tapiada i amagada darrere un contrafort. Davant la porta actual hi trobem un porxo cobert a doble vessant i obert només pel davant, a través d'un arc de mig punt. El porxo és coronat per un campanar d'espadanya, d'un sol ull. A la llinda de la porta d'ingrés hi ha gravada la data 1640.

## Notícies històriques
Es té notícia d'aquesta església a través d'un document datat el 23 de gener de 1097, en el qual consta que Silvà i la seva esposa Sicards donaren, com a afrontació del "mansum de Boscatell", a l'església de santa Maria de Solsona.